# Lohwagia verruciformis
Lohwagia verruciformis är en svampart som beskrevs av Petr. 1955. Lohwagia verruciformis ingår i släktet Lohwagia och familjen Phyllachoraceae.   Inga underarter finns listade i Catalogue of Life.